# Вулкан на Берг
Вулканът на Берг (на руски: Вулкан Берга) се намира на западното крайбрежие на централната част на остров Уруп, четвъртият по големина от Курилските острови. Вулканът е част от групата Колокол (Камбана), която обхваща 4 холоценови вулкана. Най-високият е симетричният, загаснал Колокол (Уруп-Фиджи), който се издига на 1328 м над морското равнище. На югозапад от него е също загасналият вулкан Борзов (1122 м), най-старият от всички в групата. На 3 км от Колокол, на североизток се намира Вулканът на Берг, а на изток от него се издига Трезубец (967 м), който има ерозиран кратерен ръб с три големи върха. И двата последни вулкана са активни в наше време.

## Образуване
Островът е бил подложен на действието на два ледникови периода, което е довело до ерозиране на всички древни вулканични структури. В междуледниковия период се появява верига от три конуса, разположени по протежение на дължината на острова. Към края на етапа на всеки от тях избухват насочени взривове. На върховете им се появяват големи кратери, подобни на амфитеатри, отворени към морето.
По време на второто заледяване в тях се натрупват големи количества лед. Под въздействието на тежките ледени маси кратерите се разширяват и образуват широки падини, стигащи чак до морето. Съществуването на крайния западен конус приключва, като от него е останал само широко отворен на запад кратер с диаметър около 1 км. Останалите два конуса продължавата дейността си през следледниковия период и днес все още са действащи. Останките от средния конус представляват калдерата на Вулкана на Берг.

## Описание
Вулканът на Берг е сложен стратовулкан с широка калдера на върха и централен лавов купол. Носи името на руския зоолог и географ Лев Берг. Според Global Volcanism Program височината му е 970 м. Калдерата е отворена на север и има диаметър приблизително 2 км. Ръбът ѝ е предимно равен, висок около 1040 м над морското равнище, само в крайните източна и западна части се издига до 1100 – 1200 м и след това бързо се спуска надолу. Югозападна част на билото, заедно с малък сектор от склона, се спуска по дъгообразно свлачище и създава фалшивото впечатление, че представлява останалата част от вътрешния ръб. На югоизток външните склонове се спускат на височина до 800 – 900 м, където спират до склона на по-древни хребети, останки от доледникови структури. Вътрешните стени на калдерата са стръмни, в горната им част се вижда слоестата им структурата, а дъното ѝ е покрито от сипей.
В средата на калдерата се намира нисък екструзивен лавов купол, за който е възможно да е образуван между 1935 и 1946 г., когато е забелязан за първи път. Диаметърът му е 700 м, а височината над пода на калдерата е 200 – 250 м, т.е. издига се приблизително на 950 м над морското ниво. Върхът му е плосък и покрит с мощен слой от пирокластити, през който стърчат отделни остри скали и вулканични игли. Южната му страна е отрязана от дълбок, взрѝвен кратер. В северозападната част на купола се намира още един, по-нов кратер, в който се вижда още по-дълбок, експлозивен кладенец с диаметър около 100 м.
На север от купола се спускат два малки лавови потока от силно вискозна лава. Единият от тях вероятно е изтекал изпод купола и е по-стар, докато другият е на малко разстояние от върха му и е по-млад. Вулканът е изграден от андезити и базалт-андезити.
Растителността на острова е предимно храстовидна, много разпространени са непроходимите гъсталаци от курилски бамбук. На места се появяват бреза и елша.

## Активност
Изригвания на вулканите от групата Колокол са известни в историческо време, а от края на 18 век се получава и откъслечна информация. Съобщенията за ерупциите понякога са противоречиви, а достоверни сведения има чак след 1946 г. Най-активен е Вулканът на Берг, а Трезубец изригва за последен път през 1924 година.
- 1780 ± 10 години – Изригване с вулканичен експлозивен индекс 2.[2]
- 1845 – 1846 г. – Изригване с вулканичен експлозивен индекс 2.[2]
- 1894 г. – На 25 и 26 юли – Изригване с ВЕИ = 2, предполагаемо от Вулкана на Берг.[2]
- 1940 ± 6 години – слабо изригване.[2]
- 1946 ± 45 дни – На 15 април става слабо изригване с вулканичен експлозивен индекс 2.[2][3]
- 1951 – 1952 – От ноември 1951 до февруари 1952 протича изригване с ВЕИ = 2. Вулканът изхвърля голямо количество вулканична пепел. В околностите му се натрупва слой пепел с дебелина 10 – 20 см. Вероятно експлозивният кладенец в северозападната част на купола е създаден именно при това изригване.[2][3][5]
- 1970 г. – От 16 февруари ± 15 дни до 16 март ± 15 дни – изригване с ВЕИ = 3.[2]
- 1973 г. – На 25 и 26 юли – изригване с ВЕИ = 1 от северната част на лавовия купол.[2]
- 1981 г. – На 20 септември от върховете на екструзивните куполи както на Вулкана на Берг, така и от Трезубец, се изхвърля едновременно слаба газова емисия.[2]
- 1987 г. – На 6 ноември се наблюдава слаба емисия на газове, отново от двата купола – на Берг и Трезубец.[2]
- 2005 г. – През юли – изригване с ВЕИ = 1.[5]
- 2009 г. – Въз основа на анализи на сателитни изображения, SVERT съобщава, че между 26 август и 1 септември от вулкана се изхвърлят газове и пара с вероятно съдържание на вулканична пепел. Стълбът се издига на височина 6 км и се разпространява в североизточна посока. Изригването е с ВЕИ = 2.[2]
- 2019 г. – Днес се наблюдава фумаролна и термална активност.[1]